# غريغ سكوت (لاعب كرة قدم أمريكية)
غريغ سكوت (بالإنجليزية: Greg Scott)‏ هو لاعب كرة قدم أمريكية أمريكي، ولد في 2 أكتوبر 1979 في فرانكلين في الولايات المتحدة.

## وصلات خارجية
- غريغ سكوت على موقع مرجع كرة القدم المحترفة.كوم (الإنجليزية)